# The Fureys
The Fureys ist eine irische Folkband, in der bis zu vier Brüder mitspielten. Zeitweise hieß die Band The Fureys and Davey Arthur.

## Bandgeschichte
Die Gruppe wurde 1978 von den vier Brüdern Finbar, Eddie, Paul und George Furey gegründet. Zuvor spielten die Musiker in anderen Formationen. Bereits Anfang der 1970er Jahre waren Eddie und Finbar Furey ein bekanntes Duo. Paul Furey trat zusammen mit Davey Arthur und Brendan Leeson als The Buskers auf. Beide Bands waren Teilnehmer des „Irish Folk Festival“, das erstmals 1974 durch die Bundesrepublik Deutschland tourte. Hier spielten sie auch schon als The Furey Brothers, und zusammen mit ihrem Vater Ted, einem bekannten Geiger, als The Furey Family.
Schon früh zeigten sie neben traditioneller irischer Musik auch zeitgenössische Pop-Einflüsse. Die größten Erfolge hatten die Fureys zusammen mit Davey Arthur. Die Single When You Were Sweet Sixteen erreichte Platz 14 in den UK-Singles-Charts und wurde Nummer 1 in Irland. The Green Fields of France wurde ebenfalls irische Nummer 1 und hielt sich 28 Wochen in den Single-Charts. Außerdem hatte die Band mit Golden Days und At the End of the Day zwei Top-40-Alben in Großbritannien.
Finbar Furey verließ die Band 1996, um seine Solokarriere auszubauen. Paul Furey starb 2002 an Krebs.
2008 feierte die Band ihr 30-jähriges Jubiläum, zu dem sie tourte und Aufnahmen machte.

## Diskografie (Auswahl)

### Alben
| Jahr | Titel                               | Höchstplatzierung, Gesamtwochen, AuszeichnungChartplatzierungen (Jahr, Titel, Platzierungen, Wochen, Auszeichnungen, Anmerkungen) | Höchstplatzierung, Gesamtwochen, AuszeichnungChartplatzierungen (Jahr, Titel, Platzierungen, Wochen, Auszeichnungen, Anmerkungen) | Anmerkungen                   |
| Jahr | Titel                               | UK | IE | Anmerkungen                   |
| ---- | ----------------------------------- | --- | --- | ----------------------------- |
| 1982 | When You Were Sweet Sixteen         | UK99 Silber · (1 Wo.)UK | — |                               |
| 1984 | Golden Days                         | UK17 Gold · (19 Wo.)UK | — |                               |
| 1985 | At the End of the Days              | UK35 Gold · (11 Wo.)UK | — |                               |
| 1987 | Furey’s Finest                      | UK65 (7 Wo.)UK | IE32 (10 Wo.)IE | Charteinstieg in IE erst 2012 |
| 2003 | I Will Love You                     | — | IE68 (1 Wo.)IE |                               |
| 2004 | Twenty Fifth Anniversary Collection | — | IE69 (3 Wo.)IE |                               |
| 2006 | Alcoholidays                        | — | IE24 (4 Wo.)IE |                               |
| 2008 | 30 Years On                         | — | IE63 (1 Wo.)IE |                               |

grau schraffiert: keine Chartdaten aus diesem Jahr verfügbar

### Singles
| Jahr | Titel                | Höchstplatzierung, Gesamtwochen, AuszeichnungChartplatzierungen (Jahr, Titel, Platzierungen, Wochen, Auszeichnungen, Anmerkungen) | Höchstplatzierung, Gesamtwochen, AuszeichnungChartplatzierungen (Jahr, Titel, Platzierungen, Wochen, Auszeichnungen, Anmerkungen) | Anmerkungen |
| Jahr | Titel                | UK | IE | Anmerkungen |
| ---- | -------------------- | --- | --- | ----------- |
| 2012 | The Lonesome Boatman | — | IE99 (1 Wo.)IE |             |